# Lange Aviation

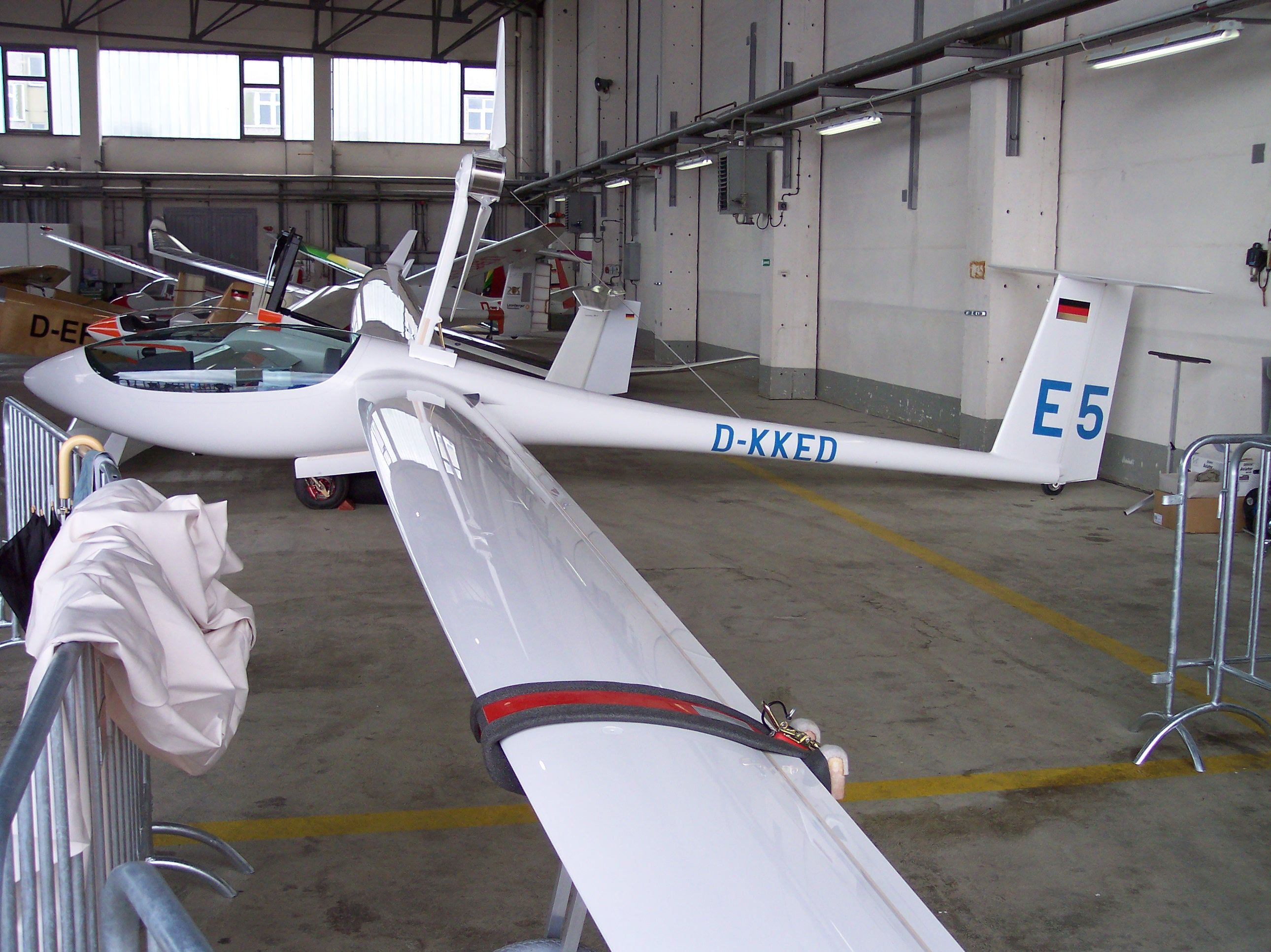
Lange Antares 20E

Die Lange Aviation GmbH ist ein deutsches Luftfahrtunternehmen und gilt als Vorreiter für den Elektroflug und Entwickler des ersten bemannten Wasserstoffflugzeugs.
Lange Aviation entwickelt und produziert seit 1996 unter dem Markennamen Antares Electric Performance Aircraft vollelektrische und eigenstartfähige Hochleistungssegelflugzeuge für Sport- und Streckenflugpiloten. Von diesen Elektroflugzeugen wurden seit 2004 über 100 Exemplare an Kunden ausgeliefert.

## Geschichte
Die Lange Flugzeugbau GmbH wurde 1996 von Ingenieur, Pilot und Erfinder Axel Lange gegründet, um das im April 1995 eingereichte und 1998 erteilte Patent zur Entwicklung von elektrischen Flugzeugen mit in die Flügel integriertem Batteriesystem zu verwerten. Am 30. Dezember 1995 beantragte Lange Flugzeugbau die Typenzertifizierung der E1-Antares-Serie als erstes selbststartendes, personentragendes Elektroflugzeug der Welt bei der Europäischen Agentur für Flugsicherheit EASA (das Zertifikat wurde im Juli 2006 ausgestellt).
Der erstmals mit einem elektrischen Antrieb ausgestattete Erprobungsträger Lange LF-20E hob am 7. Mai 1999 zum Erstflug ab. Mit diesem Muster konnte die Verwendbarkeit eines neuartigen Antriebssystems, das mit Metall-Hydrid-Batterien, Wechselrichter und Asynchronaußenläufermotor arbeitet, nachgewiesen werden.
Die Firma entwickelte ein optimiertes elektrisches Hochleistungssegelflugzeug, die Antares 20E, die im Mai 2003 ihren Erstflug hatte. Die Antares 20E war das erste seriell produzierte elektrische Flugzeug mit einer Lithium-Ionen-Antriebsbatterie. 2004 wurden die ersten Kundenexemplare ausgeliefert. Am 28. Mai 2006 unternahm als Neuentwicklung die Lange Antares 18S, ein Segelflugzeug der 18-m-Klasse, ihren Erstflug. Das Unternehmen hält seit 2006 weltweit die erste EASA-Musterzulassung eines Elektromotors für die Luftfahrt für das EA42-Elektroantriebssystem.
Nach Turbulenzen am Neuen Markt geriet ein wesentlicher Mitgesellschafter der Lange Flugzeugbau GmbH 2007 unter Druck und schränkte sein Engagement stark ein. Lange Flugzeugbau meldete Insolvenz an. Das Medizintechnik-Unternehmen Lange Faserverbundtechnik GmbH übernahm kurzfristig noch im Jahr 2007 sämtliche Geschäftsanteile, Assets und einen Teil der externen Verbindlichkeiten der Lange Flugzeugbau, firmierte in Lange Aviation GmbH um und führte die Geschäfte fort.
Am 23. Dezember 2011 fand der Erstflug der Lange Antares 23E statt. In Zusammenarbeit mit Schempp-Hirth wurden die Tragflächen der Antares 23E auch im Quintus von Schempp-Hirth verbaut. Das doppelsitzige Segelflugzeug Arcus wurde mit dem Elektroantriebssystem der Antares 20E ausgestattet und seriell unter der Bezeichnung Arcus E vermarktet.
In den folgenden Jahren betrieb das Unternehmen gemeinsame Forschung und Entwicklung mit Hochschulen sowie Instituten und Auftragsentwicklung für das Deutsche Zentrum für Luft- und Raumfahrt DLR. Das Unternehmen konstruierte für das DLR die Antares DLR-H2, das erste bemannte Flugzeug der Welt mit reinem Wasserstoffantrieb, das 2009 gesteuert von Pilot Axel Lange einen kompletten Flugzyklus vom Start bis zur Landung ausschließlich mit Brennstoffzellenantrieb absolvierte. 2009 stellte Axel Lange mit der Antares DLR-H2 einen Höhenweltrekord für Brennstoffzellenflugzeuge auf. Am 8. Juni 2010 flog Lange mit der Antares DLR-H2 nonstop von Zweibrücken nach Hof (380 km) und dann weiter zur Internationalen Luftfahrtausstellung Berlin 2010 (ILA) und stellte damit einen Streckenrekord mit einem Wasserstoffflugzeug auf. Die Antares DLR-H2 befand sich bis 2012 im Besitz der Lange Aviation und wurde dann an das DLR verkauft.
Zur Weiterentwicklung von Brennstoffzellenflugzeugen wurde 2009 die Lange Research Aircraft GmbH ausgegründet. Die Forschungs- und Entwicklungsfirma mit Sitz in Zweibrücken befasste sich zunächst ausschließlich mit Brennstoffzellenflugzeugen, der Antares E2, einem sechsmotorigen Brennstoffzellenflugzeug für die zivile Fernerkundung. Die Präsentation der Antares E2 erfolgte auf der Luftfahrtmesse Aero 2018.
Seit 2018 konzentriert sich Lange Aviation auf die Weiterentwicklung von Komponenten zur Ausstattung von elektrischen Motorflugzeugen und lieferte u. a. neue Versionen des Steuerungs- und Batteriesystems aus. 2021 wurde die neue Antares 21E mit Antares.RED.3 Batteriesystem vorgestellt, das 60 Prozent mehr Batterieleistung erzielt und Steighöhen bis 5.600 Meter ermöglicht.
Bis 2022 wurden seit 2004 über 100 Flugzeuge an Kunden ausgeliefert, was mit 180.000 operativen elektrischen Flugstunden die größte Elektroflugzeugerfahrung aller Flugzeughersteller und aller Elektroflugzeuge zusammen ausmacht.
Das Unternehmen plante für Mitte 2024 die Inbetriebnahme des Flying Lab, einer elektrischen, sechsmotorigen Langstreckenforschungsplattform, die für Messaufgaben mit kundeneigener Sensorik für Überwachungsflüge mit langer Missionsdauer genutzt werden kann.

## Namensgebung „Antares“
Antares ist der Name eines „roten Riesen“, dem hellsten Stern im Sternbild Skorpion. Lange Flugzeugbau nutzte den Namen des Sterns 1996 symbolisch „für den Griff nach den Sternen“ und für die Perspektive, Flugzeuge mit natürlichen, nachhaltigen Energiequellen ohne fossilen Fußabdruck und geräuscharm zu entwickeln. Seitdem heißen alle Elektroflugzeuge und wichtige Antriebssysteme von Lange Aviation Antares.

## Geschäftsbereiche

### Flugzeugtypen / Antares-Modelle
- Aktuell:
  - Lange Antares 23E, Erstflug: 23. Dezember 2011
  - Lange Antares 21E, Erstflug: 9. März 2021 (Version 20E-21)[23], 8. Dezember 2021 (Version 21E)
  - Antares E2[15] – zwei Brennstoffzellen stellen die umweltfreundliche Energieversorgung von sechs durch Elektromotoren angetriebene Propeller sicher. Flugzeiten bis 20 Stunden und eine Nutzlast von 200 kg auch über dem Meer sollen ermöglicht werden.
    - Bemannt
    - Unbemannt (UAV)[16]
- Ehemalige:
  - Lange Antares 18S / 18T (Version ohne Motor und mit Turbo-Verbrennermotor), Erstflug: 28. Mai 2006[24]
  - Lange Antares 23T (Version mit Turbo-Verbrennermotor), Erstflug: 16. Juni 2013[25]
  - Lange Antares 20E, Erstflug: 23. Mai 2003[26][27]
  - Quintus
  - Arcus E
  - Antares DLR-H2, Erstflug: 7. Juli 2009 (in Zweibrücken), offizieller Erstflug: 8. Juni 2009 (in Hamburg)[28]

### Antares Antriebssystem – Systemkomponenten für elektrische Flugzeuge anderer Hersteller
Flugzeughersteller finden bei Lange Aviation modulare technische Systeme für die Erstausstattung und Umrüstung von Flugzeugen bis 7,8 Tonnen Gesamtgewicht bzw. 18 Sitzen sowie eVTOLs auf vollelektrischen Antrieb mit EASA-Zertifikat: Erstes zertifiziertes Gesamtsystem seiner Art mit erstem 42kW Elektromotor für Flugzeuge mit Zulassung nach Luftfahrtnormen ED-79, DO-178C und DO-254 mit Design Assurance Level C (DAL C): Durch die bei DAL C geforderten Verfahren wird eine qualitativ hochwertige und sehr sichere Hard- und Software für eVTOLs, und Flugzeuge bis 7,8 Tonnen Gesamtmasse sichergestellt.
- Batteriesystem (Antares.RED 3. Generation): Basiert auf Batteriezellformat 21700 und nutzt Systembauteile aus der Automobilindustrie.[19]
- Leistungselektronik (Antares LE): Regelt elektrische Antriebsmotoren und kommuniziert Sensorinformationen für Systeme unterschiedlicher Leistungsklassen.[31]
- Ladeeinrichtung (2. Generation): Wird im Flugzeug verbaut und ermöglicht Laden an 230V bzw. 400V Steckdosen.[32]
- Electronic Drive Control (4. Generation): Zentrale Steuerungs- und Regeleinheit und Human Machine Interface zum Piloten mit Vollfarbdisplay und Audioausgabe.[33]; verarbeitet Daten des elektrischen Antriebs, des Batteriesystems und optional auch einer Hydraulikanlage.
- Elektromotor (EA42): Mit eigens entwickelter Luftschraube der leiseste Propellerantrieb nach Kapitel 10 der EASA gemessene Propellerantrieb.[34] Zur Optimierung der Lärmsignatur war der Motor für niedrige Drehzahlen und hohe Drehmomente ausgelegt, so dass die maximale Blattspitzengeschwindigkeit der Propellerblätter auf 0,4 Mach reduziert werden konnte. Mit der Motor- und Propellerkombination wurde mit der Antares 20E ein Lärmwert von nur 48,8 db(A) gemessen.

### Zertifizierungsdienstleistungen
Lange Aviation unterstützt andere Flugzeughersteller bei der EASA-Zertifizierung, vor allem im Bereich elektrischer Antriebssysteme.

## Standort
Sitz des Unternehmens ist der Sonderlandeplatz Zweibrücken, dessen 2.400 Meter Piste Flugzeugstarts aller Größen ermöglicht. Im Jahr 2019 ersteigerte Lange Aviation eine Werft auf dem Flugplatzgelände.  Die Industrie- und Handelskammer Pfalz bezeichnete Lange Aviation im Dezember 2021 als „Hidden Champion“.

## Rekorde und Wettbewerbseinsätze von Antares Flugzeugen
Streckenrekord Europa, registriert bei OLC:
| Wettbewerb                            | Aktueller Rekord | Rekordhalter  | Flugzeugtyp | Datum         |
| ------------------------------------- | ---------------- | ------------- | ----------- | ------------- |
| Distance Record (since 2011) OLC-Plus | 2.013,86 km      | Klaus Ohlmann | Antares 20E | 2. April 2023 |

Bei der British Gliding Association registrierte Rekorde:
| Wettbewerb            | Kategorie                     | Aktueller Rekord | Rekordhalter  | Flugzeugtyp | Datum                             |
| --------------------- | ----------------------------- | ---------------- | ------------- | ----------- | --------------------------------- |
| UK Open Records       | Three Turnpoint Distance      | 1108,7 km        | John Williams | Antares 20E | 8. April 2007                     |
| UK Open Records       | 100 km Triangle               | 152,53 km/h      | John Williams | Antares 20E | 19. August 2013                   |
| UK Open Records       | 200 km Triangle               | 152,53 km/h      | John Williams | Antares 20E | 19. August 2013                   |
| UK Open Records       | 300 km Triangle               | 136,82 km/h      | John Williams | Antares 20E | 24. Oktober 2018                  |
| UK Open Records       | 400 km Triangle               | 136,82 km/h      | John Williams | Antares 20E | 24. Oktober 2018                  |
| UK Open Records       | 500 km Triangle               | 136,82 km/h      | John Williams | Antares 20E | 24. Oktober 2018                  |
| UK Open Records       | 600 km Triangle               | 136,82 km/h      | John Williams | Antares 20E | 24. Oktober 2018                  |
| UK Open Records       | 300 km O/R                    | 166,88 km/h      | John Williams | Antares 20E | 29. September 2012                |
| UK Open Records       | 500 km O/R                    | 152,77 km/h      | John Williams | Antares 20E | 5. Juli 2013                      |
| UK 20m Class Records  | Three Turnpoint Distance      | 1108,7 km        | John Williams | Antares 20E | 8. April 2007                     |
| UK 20m Class Records  | 100 km Triangle               | 152,53 km/h      | John Williams | Antares 20E | 19. August 2013                   |
| UK 20m Class Records  | 200 km Triangle               | 152,53 km/h      | John Williams | Antares 20E | 19. August 2013                   |
| UK 20m Class Records  | 300 km Triangle               | 136,82 km/h      | John Williams | Antares 20E | 24. Oktober 2018                  |
| UK 20m Class Records  | 400 km Triangle               | 136,82 km/h      | John Williams | Antares 20E | 24. Oktober 2018                  |
| UK 20m Class Records  | 500 km Triangle               | 136,82 km/h      | John Williams | Antares 20E | 24. Oktober 2018                  |
| UK 20m Class Records  | 600 km Triangle               | 136,82 km/h      | John Williams | Antares 20E | 24. Oktober 2018                  |
| UK 20m Class Records  | 300 km O/R                    | 166,88 km/h      | John Williams | Antares 20E | 25. September 2012                |
| UK 20m Class Records  | 500 km O/R                    | 152,77 km/h      | John Williams | Antares 20E | 5. Juli 2013                      |
| National Open Records | Free Out and Return Distance  | 1617,6 km        | John Williams | Antares 20E | 30. September 2009 in Argentinien |
| National Open Records | Free Three Turnpoint Distance | 2205,1 km        | John Williams | Antares 20E | 19. Dezember 2010 in Argentinien  |
| National Open Records | Three Turnpoint Distance      | 2001,0 km        | John Williams | Antares 20E | 25. Dezember 2010 in Argentinien  |
| National Open Records | Out and Return Distance       | 1551,0 km        | John Williams | Antares 20E | 30. November 2009 in Argentinien  |
| National Open Records | 300 km O/R                    | 180,22 km/h      | John Williams | Antares 20E | 30. November 2009 in Argentinien  |
| National Open Records | 500 km O/R                    | 180,22 km/h      | John Williams | Antares 20E | 30. November 2009 in Argentinien  |
| National Open Records | 750 km O/R                    | 180,22 km/h      | John Williams | Antares 20E | 30. November 2009 in Argentinien  |
| National Open Records | 1000 km O/R                   | 180,22 km/h      | John Williams | Antares 20E | 30. November 2009 in Argentinien  |
| National Open Records | 1250 km O/R                   | 180,22 km/h      | John Williams | Antares 20E | 30. November 2009 in Argentinien  |
| National Open Records | 1500 km O/R                   | 180,22 km/h      | John Williams | Antares 20E | 30. November 2009 in Argentinien  |

## Preise und Auszeichnungen
- 2010: Lindbergh-Preis[41]
- 2011: Berblinger-Preis[42][43]
- 2017: OSTIV-Preis in Kombination mit „Morelli“-Award zu Ehren von Prof. Piero Morelli[44][45][46]

## Soziales Engagement
Lange Aviation war 2023 Sponsor des Power People Project und dessen Initiative „100 Portraits – Power Women 2023“ mit dem Ziel, mehr Frauen zu einer Tätigkeit im Engineering zu motivieren.

## Veröffentlichungen
- DLR, Antares DLR-H2: Weltweit erstes pilotengesteuertes Flugzeug mit Brennstoffzellenantrieb, DLR Institut für Technische Thermodynamik
- DLR, Lange Aviation to develop Antares H3 fuel cell aircraft. In: Fuel Cells Bulletin. Band 2010, Nr. 9, 2010, ISSN 1464-2859, S. 4, doi:10.1016/S1464-2859(10)70277-7.
- SWR, Umweltmonitoring aus der Luft, 6. September 2022, „natürlich!“ in der ARD-Mediathek
- ARD Alpha, Überflieger mit E-Power – Die Elektrosegler von Lange Aviation, 22. Mai 2023, BR/SWR in der ARD-Mediathek